# Штефан Літ'єнс
Штефан Літ'єнс (нім. Stephan Litjens; 13 жовтня 1913, Клеве — 25 лютого 2002, Калькар) — німецький льотчик-ас, оберфельдфебель люфтваффе вермахту, гауптфельдфебель люфтваффе бундесверу. Кавалер Лицарського хреста Залізного хреста Залізного хреста.

## Біографія
Служив в 4-й ескадрильї 53-й винищувальної ескадри, літав на Bf-109F-4W. 25 серпня 1941 року збив 5 радянських літаків. 11 вересня 1941 року під час повітряного бою в районі Ленінграда був збитий і катапультувався. Отримав важке поранення в голову, втратив праве око. У жовтні 1942 року повернувся в частину. 23 березня 1944 року в бою на Західному фронті літак Літ'єнса був підбитий, сам льотчик отримав поранення в голову, у нього було пошкоджене ліве око. Літ'єнсу вдалося здійснити вимушену посадку. Після цього в бойових операціях він більше не брав участі. Всього за час бойових дій здійснив 444 бойові вильоти і збив 38 ворожих літаків, з них 16 радянських і 5 американських чотиримоторних бомбардувальників. 22 січня 1956 року вступив у ВПС ФРН. 31 березня 1966 року вийшов у відставку.

## Нагороди
- Нагрудний знак пілота
- Медаль «За вислугу років у Вермахті» 4-го класу (4 роки)
- Медаль «У пам'ять 1 жовтня 1938»
- Залізний хрест 2-го і 1-го класу
- Почесний Кубок Люфтваффе (21 липня 1941)
- Німецький хрест в золоті (24 квітня 1942)
- Лицарський хрест Залізного хреста (21 червня 1943) — за 31 перемогу.
- Авіаційна планка винищувача в золоті з підвіскою «400»